# Eric Bana
Eric Banadinovic, cunoscut mai mult sub numele de Eric Bana (n. 9 august 1968, Melbourne), este un actor australian. Este cel mai notabil pentru rolurile din filmele: Chopper, Black Hawk Down, Hulk sau pentru interpretarea lui Hector în Troia.

## Biografie
Eric Bana s-a născut ca Eric Banadinović în Melbourne, Victoria, cel mai mic dintre cei doi copii; el a avut un frate, Anthony. Are origini croate din partea tatălui său. Bunicul său din partea tatălui, Mate Banadinović, s-a mutat în Argentina după al doilea război mondial, iar bunica lui Bana din partea tatălui a emigrat din Germania în Australia în anii 1950 împreună cu fiul său, Ivan (tatăl lui Bana). Tatăl lui Bana a fost un manager de logistică pentru Caterpillar, Inc., și mama de origine germană a lui Bana, Eleanor, a fost un coafeză. Bana a crescut în Melbourne's Tullamarine, o zonă suburbană, în marginea de nord a orașului, în apropiere de aeroportul principal. În articolul-principal al The Mail on Sunday, el a dezvăluit autoarei Antonella Gambotto-Burke că familia sa a avut de suferit din cauza rasismului, și că acest lucru l-a întristat. "Wog este un cuvânt teribil", a spus el. El a declarat: "Eu am fost întotdeauna mândru de originea mea, care a avut o mare influență asupra educației mele, am fost mereu în compania oamenilor de origine europeană".

## Filmografie
| Anul | Titlu                    | Rol                          | Note |
| ---- | ------------------------ | ---------------------------- | --- |
| 1997 | The Castle               | Con Petropoulous             | |
| 2000 | Chopper                  | Chopper Read                 | AACTA Award for Best Actor in a Leading Role Film Critics Circle of Australia Award for Best Actor Inside Film Award for Best Actor |
| 2001 | Black Hawk Down          | Norm "Hoot" Gibson           | Nominalizare – Phoenix Film Critics Society Award for Best Cast |
| 2002 | The Nugget               | Lotto                        | |
| 2003 | Finding Nemo             | Anchor                       | Voice Only |
| 2003 | Hulk                     | Bruce Banner/The Hulk        | |
| 2004 | Troy                     | Hector                       | Nominalizare – MTV Movie Award for Best Fight (with Brad Pitt) |
| 2005 | Munich                   | Avner Kaufman                | Nominalizare – AACTA Award for Best Actor in a Leading Role |
| 2007 | Lucky You                | Huck Cheever                 | Nominalizare – AACTA Award for Best Actor in a Leading Role |
| 2007 | Romulus, My Father       | Romulus                      | AACTA Award for Best Actor in a Leading Role Nominalizare – Film Critics Circle of Australia Award for Best Actor |
| 2008 | The Other Boleyn Girl    | Henry VIII of England        | Nominalizare – AACTA Award for Best Actor in a Leading Role |
| 2009 | Mary and Max             | Damien                       | Voce |
| 2009 | Love the Beast           | Himself                      | Documentar + Producător/Regizor |
| 2009 | Star Trek                | Nero                         | Boston Society of Film Critics Award for Best Ensemble Cast Nominalizare – Teen Choice Award for Choice Movie Villain Nominalizare – Scream Award for Best Villain Nominalizare – Broadcast Film Critics Association Award for Best Acting Ensemble |
| 2009 | The Time Traveler's Wife | Henry DeTamble               | |
| 2009 | Funny People             | Clarke                       | |
| 2011 | Hanna                    | Erik Heller                  | |
| 2012 | Deadfall                 | Addison                      | |
| 2013 | Closed Circuit           | Martin Rose                  | |
| 2013 | Lone Survivor            | Lt. Cmdr. Erik S. Kristensen | |
| 2014 | Deliver Us from Evil     | Ralph Sarchie                | Post-production |
| 201? | By Virtue Fall           |                              | Pre-production |

| An   | Titlu                   | Rol          | Note                                                                    |
| ---- | ----------------------- | ------------ | ----------------------------------------------------------------------- |
| 1993 | Full Frontal            | Various      | 1993–1996 (66 episoade) Logie Award for Most Popular Comedy Personality |
| 1996 | The Eric Bana Show Live | Various      | 1996–1997 (17 episoade)                                                 |
| 1999 | All Saints              | Rob Biletsky | 1999–2000 (3 episoade)                                                  |
| 2000 | Something in the Air    | Joe Sabatini | 2000–2001 (202 episoade)                                                |

## Legături externe
- Eric Bana la Internet Movie Database
- Eric Bana la TCM Movie Database
- Eric Bana la Allmovie
- LaurenBergman.com.au Arhivat în 28 august 2007, la Wayback Machine.  –  Bana's management

Format:AACTA Award Best Actor in a Leading Role 2000–2019